# War Now
War Now è un EP della band Hardcore punk The Exploited pubblicato nel 1988 dalla Rough Justice Records.

## Tracce
1. War Now
2. United Chaos and Anarchy
3. Sexual Favours

## Formazione
- Wattie Buchan - voce
- Nigel - chitarra e voce
- Mark Smellie - basso e voce
- Willie Buchan - batteria